# Білл Маллікен
Білл Маллікен (англ. Bill Mulliken; 27 серпня 1939 — 17 липня 2014) — американський плавець.
Олімпійський чемпіон 1960 року.
Переможець Панамериканських ігор 1959 року.